# Eldkrona
Eldkrona (Lantana camara) är en art i eldkronesläktet som tillhör familjen verbenaväxter. Växten förekommer huvudsakligen i tropiska och subtropiska regioner. Den är en omtyckt prydnadsväxt - där den är under kontroll.
Eldkronan är en buske med lite nedhängande grenar. De ovala löven är 1 till 2 cm långa och har en ganska grov ovansida. Dessutom finns hårliknande utskott.
Blommornas diameter är 3 mm. De sitter i runda blomsamlingar med en diameter mellan 1,5 och 3 cm. De är i början gula eller orange och blir senare rödaktiga eller violetta. Eldkronan har stenfrukter med några få frön. Frukten är giftig och har ett mörkblå till svart utseende.
Det är inte bara frukterna som är giftiga utan hela växten.
Artens ursprungliga utbredningsområde ligger i Centralamerika och södra Nordamerika. Arten har införts på många ställen över hela världen. Den har därefter spritt sig och ibland blivit till ett giftigt ogräs i fuktigare delar av tropikerna (Indiens förbannelse).

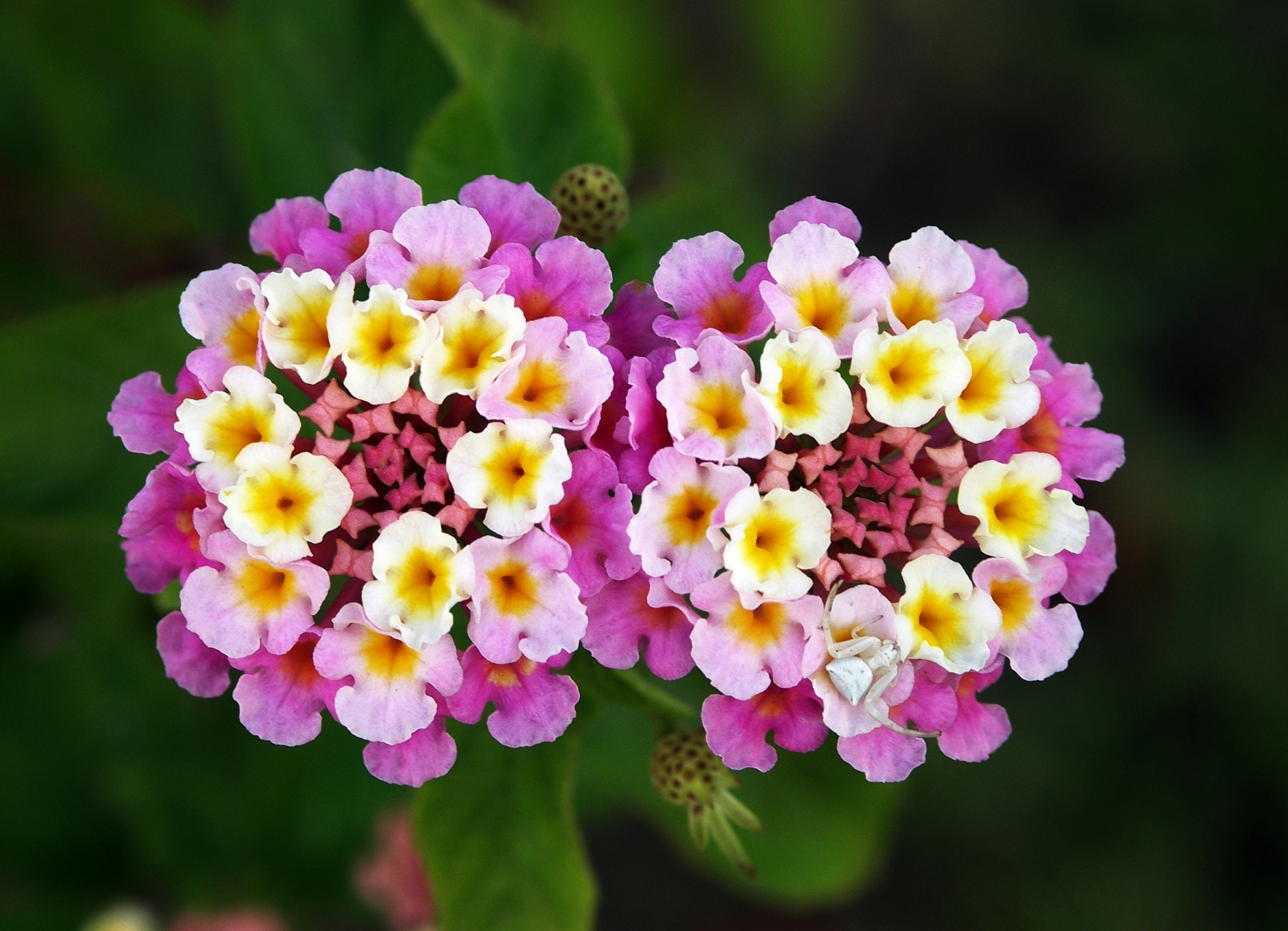
Två blommor
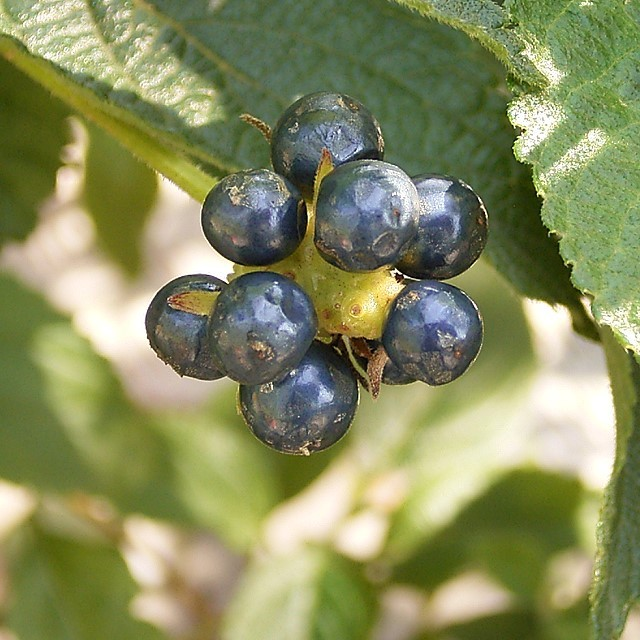
Frukter
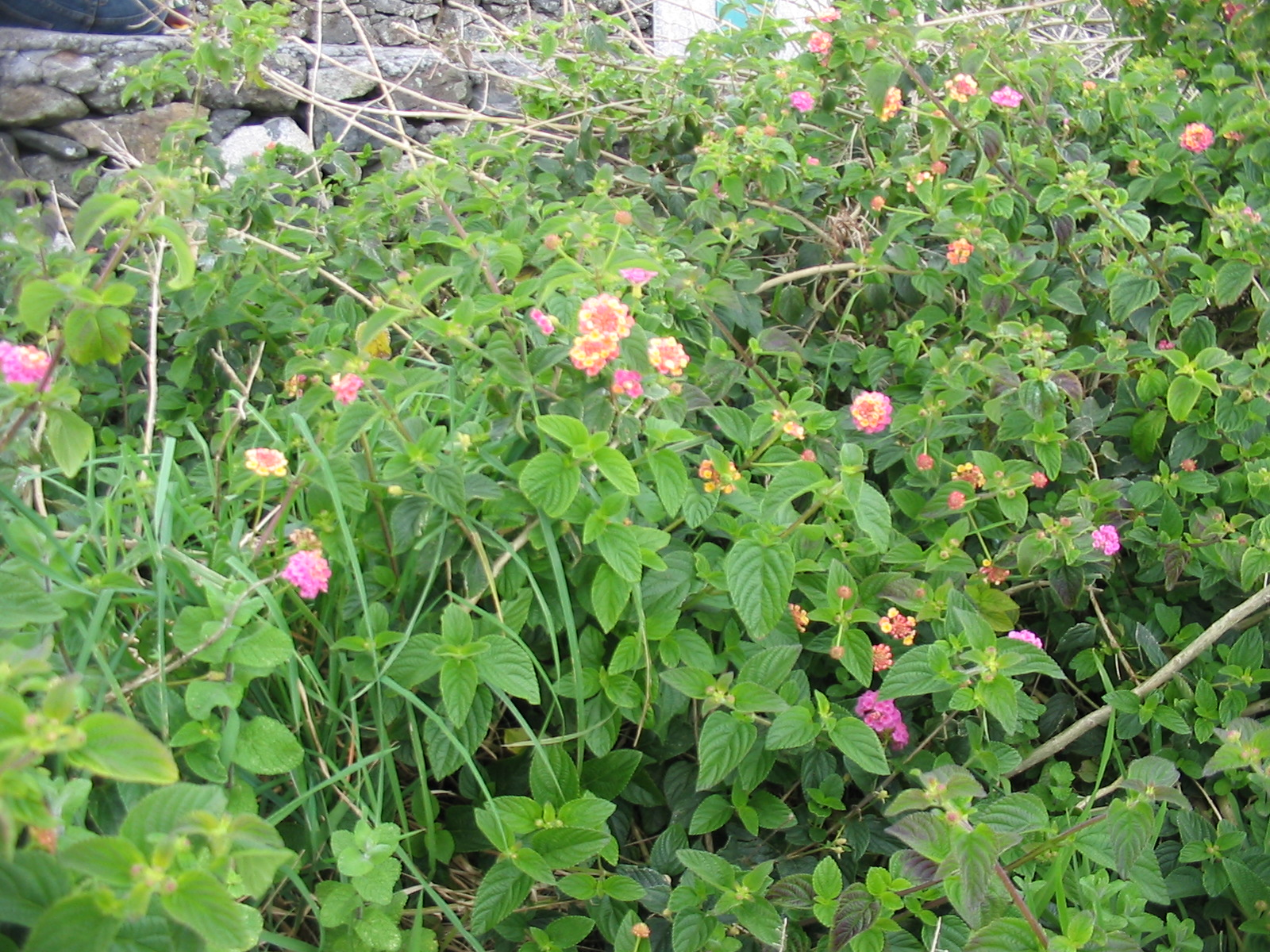
En buske